# Cheiramiona simplicitarsis
Cheiramiona simplicitarsis är en spindelart som först beskrevs av Simon 1910.  Cheiramiona simplicitarsis ingår i släktet Cheiramiona och familjen sporrspindlar. Inga underarter finns listade i Catalogue of Life.